# Crosslauf-Weltmeisterschaften 1987
Die 15. Crosslauf-Weltmeisterschaften der IAAF fanden am 22. März 1987 auf der Pferderennbahn Służewiec in Warschau (Polen) statt.
Die Männer starteten über eine Strecke von 11,95 km, die Frauen über 5,05 km und die Junioren über 7,05 km.

## Ergebnisse

### Männer

#### Einzelwertung
| Platz | Athlet         | Land | Zeit (min) |
| ----- | -------------- | ---- | ---------- |
| 1     | John Ngugi     | KEN  | 36:07      |
| 2     | Paul Kipkoech  | KEN  | 36:07      |
| 3     | Paul Arpin     | FRA  | 36:51      |
| 4     | Abebe Mekonnen | ETH  | 36:53      |
| 5     | Some Muge      | KEN  | 36:54      |
| 6     | Andrew Masai   | KEN  | 37:01      |
| 7     | Pat Porter     | USA  | 37:04      |
| 8     | Paul McCloy    | CAN  | 37:08      |

Von 278 gestarteten Athleten erreichten 274 das Ziel.
Teilnehmer aus deutschsprachigen Ländern:
- 44: Konrad Dobler (FRG), 37:52
- 52: Arnold Mächler (SUI), 38:01
- 72: Ralf Salzmann (FRG), 38:15
- 85: Heinz-Bernd Bürger (FRG), 38:30
- 101: Hans-Jürgen Orthmann (FRG), 38:39
- 118: Axel Hardy (FRG), 38:50
- 138: Jacques Krähenbühl (SUI), 39:09
- 147: Pierre-Andre Gobet (SUI), 39:16
- 160: Marius Hasler (SUI), 39:26
- 168: Reiner Gutschank (FRG), 39:34
- 189: Markus Graf (FRG), 40:00
- 213: Kurt Hürst (SUI), 40:33
- 214: Markus Hacksteiner (SUI), 40:36
- DNF: Engelbert Franz (FRG)

#### Teamwertung
| Platz | Land und Athleten                                                                                     | Gesamtpunktzahl und Einzelplatzierung |
| ----- | --- | ------------------------------------- |
| 1     | Kenia John Ngugi Paul Kipkoech Some Muge Andrew Masai Moses Tanui Sisa Kirati                         | 053 01 02 05 06 018 021               |
| 2     | England David Clarke Carl Thackery Kevin Forster Steve Binns Craig Mochrie Jonathan Richards          | 146 010 020 022 023 033 038           |
| 3     | Äthiopien Abebe Mekonnen Haji Bulbula Wodajo Bulti Wolde Silasse Melkessa Melese Feissa Bekele Debele | 161 04 017 027 029 039 045            |

Insgesamt wurden 33 Teams gewertet. Die bundesdeutsche Mannschaft belegte mit 588 Punkten den 13. Platz, die Schweizer Mannschaft mit 899 Punkten den 25. Platz.

### Frauen

#### Einzelwertung
| Platz | Athletin           | Land | Zeit (min) |
| ----- | ------------------ | ---- | ---------- |
| 1     | Annette Sergent    | FRA  | 16:46      |
| 2     | Liz Lynch          | SCO  | 16:48      |
| 3     | Ingrid Kristiansen | NOR  | 16:51      |
| 4     | Lynn Jennings      | USA  | 16:55      |
| 5     | Lesley Lehane      | USA  | 16:57      |
| 6     | Mariana Stanescu   | ROU  | 17:04      |
| 7     | Cornelia Bürki     | SUI  | 17:08      |
| 8     | Krishna Wood       | AUS  | 17:11      |

Von 152 gestarteten Athletinnen erreichten 150 das Ziel.
Weitere Teilnehmerinnen aus deutschsprachigen Ländern:
- 46: Iris Biba (FRG), 17:55
- 49: Sabine Knetsch (FRG), 17:56
- 58: Christina Mai (FRG), 18:02
- 74: Danièle Kaber (LUX), 18:09
- 78: Antje Winkelmann (FRG), 18:12
- 89: Isabella Moretti (SUI), 18:18
- 108: Astrid Schmidt (FRG), 18:37

#### Teamwertung
| Platz | Land und Athletinnen                                                                  | Gesamtpunktzahl und Einzelplatzierung |
| ----- | ------------------------------------------------------------------------------------- | ------------------------------------- |
| 1     | Vereinigte Staaten Lynn Jennings Lesley Lehane Mary Knisely Janet Smith               | 46 04 05 14 23                        |
| 2     | Frankreich Annette Sergent Martine Fays Anne Viallix Maria Lelut                      | 50 01 12 18 19                        |
| 3     | Sowjetunion Natalja Sorokiwskaja Olga Bondarenko Jelena Romanowa Marina Rodtschenkowa | 55 10 13 15 17                        |

Insgesamt wurden 26 Teams gewertet. Die bundesdeutsche Mannschaft belegte mit 231 Punkten den zwölften Platz.

### Junioren

#### Einzelwertung
| Platz | Athlet          | Land | Zeit (min) |
| ----- | --------------- | ---- | ---------- |
| 1     | Wilfred Kirochi | KEN  | 22:18      |
| 2     | Demeke Bekele   | ETH  | 22:18      |
| 3     | Debebe Demisse  | ETH  | 22:20      |

Alle 146 gestarteten Athleten erreichten das Ziel.
Teilnehmer aus deutschsprachigen Ländern:
- 57: Robert Langfeld (FRG), 24:11
- 61: Carsten Arndt (FRG), 24:13
- 70: Markus Tischler (FRG), 24:21
- 81: Christoph Rüttimann (SUI), 24:28
- 99: Bernd Jähnke (FRG), 24:45
- 113: Lars Richter (FRG), 25:03

#### Teamwertung
| Platz | Land und Athleten                                                     | Gesamtpunktzahl und Einzelplatzierung |
| ----- | --------------------------------------------------------------------- | ------------------------------------- |
| 1     | Äthiopien Demeke Bekele Debebe Demisse Aligaz Alemayehu Bedile Kibret | 19 02 03 06 08                        |
| 2     | Kenia Wilfred Kirochi William Koskei Mathew Rono Thomas Osano         | 20 01 04 05 10                        |
| 3     | Japan Kenji Ayabe Yoshinori Yokota Masaki Yamamoto Hideyuki Matsumoto | 73 14 18 20 21                        |

Insgesamt wurden 24 Teams gewertet. Die bundesdeutsche Mannschaft belegte mit 287 Punkten den 18. Platz.